# Antifasizmus

Az Antifasiszta Akció logója

Az antifasizmus a fasizmus ideológiájával való szembenállás, a fasiszta szervezetek, kormányzatok és emberek elleni aktív politikai küzdelem. Egy másik, rövidített kifejezés az antifasizmusra (vagy az antifasisztákra) az antifa. Az elnevezés nem Mussolini olaszországi rendszerére utal, hanem a fasizmus másik ágára, a német nemzetiszocializmusra. Az antifasizmus gyakran akceleracionista radikális vagy szélsőséges.

## Az ideológia elemei
Különbséget szoktak tenni antifasiszta politika és személyes antifasiszta meggyőződés között. Tágabb értelemben, antifasiszta az a személy, aki elveti a fasizmust, vagy antifasiszta elveket vall. Ebbe az értelmezésbe a Nyugat legtöbb vezető politikai pártja és csoportja is beletartozik, beleértve a jobb- és baloldali pártokat is.
Az antifasiszta politikai megmozdulások történelmileg párosíthatóak az anarchizmussal, a anarchokommunizmussal ámbátor az egyénnek nem kell baloldali meggyőződésűnek lennie ahhoz, hogy elvesse a fasizmust.
Két nagy antifasiszta irányzat létezik: militáns antifasizmus és liberális antifasizmus. A két mozgalom között a törés az erőszak létjogosultságának kérdéséből fakad.

## Története
Az első világháborút követően a liberális, kapitalista államok jelentős részét a balratolódás jellemezte (választójog kiterjesztése, szociálpolitikai intézkedések, a köztársasági államforma előretörése); a közvélemény szemében súlyosabb problémát mindenesetre a bolsevik típusú hatalomátvétel terjedése, a „forradalom exportja” jelentett. A fenti jelenségek időben megelőzték az ellenkező előjelű radikális jobboldali mozgalmakat, jóllehet kapcsolódási pontjukat, eszmetörténi viszonyukat illetően nincs történészi egyetértés.
Jóllehet a valóban fasiszta mozgalmakhoz a baloldali pártok kezdetektől kritikával viszonyultak (ugyanakkor átjárás is lehetett az irányzatok között, mint az egykori szocialista Mussolini példája mutatja), a Szovjetunió és a Komintern sem képviselt koherens és változatlan álláspontot. 1924-ben például a Szovjetunió és Olaszország felvette a diplomácia kapcsolatot és kereskedelmi egyezményt kötöttek. A sztálinista ideológiát és politikai gyakorlatot gyakran jellemezték éles irányváltások, mint a szociáldemokraták „szociálfasiszta” megítélése, az azzal szakító népfrontpolitika vagy az 1939–1941 közötti német-szovjet együttműködés során. Az 1920-as évek Olaszországában, az 1930-as évek instabil belpolitikájú Franciaországában, de leginkább a spanyol polgárháborúban számos példa van a politikai szélsőbal és szélsőjobb összecsapására. A nemzetiszocialista Németországot ugyanakkor (politikai vagy erkölcsi alapon) liberálisok és konzervatívok is kritikával kezelték, utóbbiak között a legismertebb Winston Churchill állásfoglalása.
A második világháború alatti ellenálláshoz számos történelmi mítosz kötődik. Sokan túlbecsülték a kommunisták jelentőségét és számarányát az ellenállásban, azonban részvételükre főként a Szovjetunió 1941-es megtámadása után került sor. Másik problematikus történeti (részben emlékezetpolitikai kérdés) az antifasiszta ellenállók politikai hátterének kérdése, hiszen például Franciaországban mind a szélsőjobboldaliak, mind a royalisták közül felléptek a Vichy-rezsim ellen. A német megszállás alatti Lengyelországban például egyértelműen nemzeti alapon (Felső-Szilézia kérdése, történelmi tapasztalatok) utasították el a hitleri politikát.

## Kritikája
Számos történész rámutatott az antifasizmus aktuálpolitikai és hatalomtechnikai vonatkozásaira. Ugyan a második világháború előtt a kommunizmus és a nemzetiszocializmus egymás ideológiai riválisának számított, a Szovjetunió és a Komintern 1928–1933 közötti hivatalos elmélete, a szociálfasizmus, azaz a fasiszták és a szociáldemokraták azonosítása nem csupán a szociáldemokratákat illette méltatlan vádakkal, hanem a nemzetiszocializmus hatalomra jutását is elősegítette. Emlegetni szokás továbbá a Molotov–Ribbentrop-paktumot, mely rávilágít a sztálini politika elsődlegesen hatalmi jellegére.
George Orwell már 1944-ben azt írta, hogy a „fasiszta” szó teljesen elvesztette értelmét, csaknem minden angol elfogadná pl. a gazember szóval való azonosságát. Richard Griffiths 2005-ben azt írta, hogy a „fasizmus” a legjobban elkoptatott szavak közé tartozik. Az antifasizmus megjelenési formáit kritizálók (akik maguk nem feltétlenül fasiszták) szerint a parttalan antifasizmus gyakran ellehetetleníti a vitákat és a társadalmi párbeszédet, mert szerintük az észérvek helyett gyakran csak az kerül szóba, hogy egy adott javaslat, irányzat köthető-e a fasizmus ideológiájához vagy sem. Továbbá sérelmezik, hogy az antifasizmus köntösébe sokszor szélsőbaloldali irányzatok bújhatnak meg, és azokat legitimálhatja, ugyanúgy, ahogy az antikommunizmus tehet így a fasizmussal. Kritikaként szokták még felvetni azt is, hogy a fasiszta kifejezés mára már teljesen elveszítette objektív tartalmát, és puszta szitokszóként használják leggyakrabban.

## Antifasiszta szervezetek Magyarországon
- Magyar Ellenállók és Antifasiszták Szövetsége (MEASZ)
- Magyar Antifasiszta Liga (MAL)